# Rábasebes
Rábasebes is een plaats (község) en gemeente in het Hongaarse comitaat Győr-Moson-Sopron. Rábasebes telt 117 inwoners (2001).